# Eataly

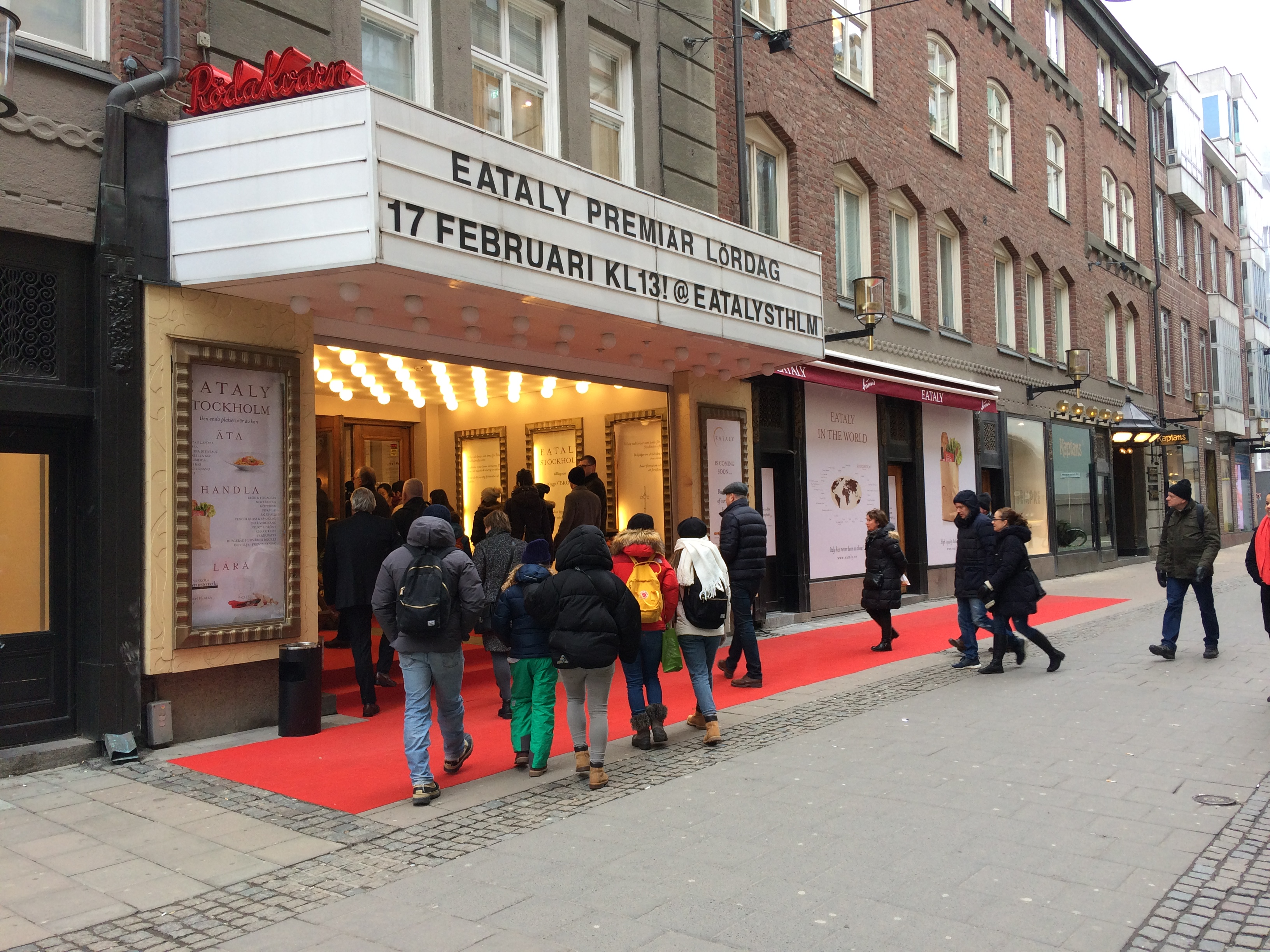
Eataly i Stockholm, 18 februari 2018.

Eataly är ett italienskt företag och en affärskedja inom livsmedels- och restaurangbranschen, grundat 2004 av entreprenören Oscar Farinetti. Eataly driver flera olika verksamheter i sina lokaler, där varustånd med italienska produkter, glass, färsk fisk, skaldjur, kött, bagerier, restauranger, kaféer, barer, vinförsäljning, matlagningsskola med mera samsas under ett och samma tak i stora, saluhalls- eller matmarknadsliknande lokaler. Eataly leds sedan 1 oktober 2016 av Andrea Guerra.

## Affärsidé
| ”                | Eataly’s goal is to make high-quality Italian foods available to everyone, at sustainable prices and in an informal environment where they can shop, taste and learn. | „ |
| – New York Times | |   |

## Historik
Den allra första Eataly-etableringen skedde 2007 i Turin i Italien, där Oscar Farinetti lät konvertera en stängd vermouthfabrik för ändamålet. Han planerade tidigt att Eataly skulle etablera sig på flera orter i Italien och i New York.
New Yorks första Eataly öppnade 2010 och ligger i Toy Center Building nära Madison Square Garden.
Det finns flera Eataly i vardera Italien, USA, Japan, Quatar, Sydkorea och Förenade Arabemiraten. Eataly finns också i Danmark, Tyskland, Sverige, Turkiet, Brasilien och Saudiarabien. I februari 2018 hade kedjan sammanlagt 40 saluhallar.

## Eataly i Sverige
Eatalys första matmarknad i Sverige finns på Biblioteksgatan 5 på Norrmalm i Stockholm och öppnade 17 februari 2018. Pelle Lydmar är verkställande direktör för Eataly i Stockholm, som han äger tillsammans med Salvatore Grimaldi. Den K-märkta lokalen som bland annat inrymt biografen Röda Kvarn
är i två plan och omfattar cirka 3 000 m². I samband med ombyggnaden av lokalen återställde man originalarkitekturen och såg till att förändringar som gjordes är reversibla, vilket innebär att det går att återställa biograflokalen i framtiden. Huset ägs av Hufvudstaden.

## Bildgalleri

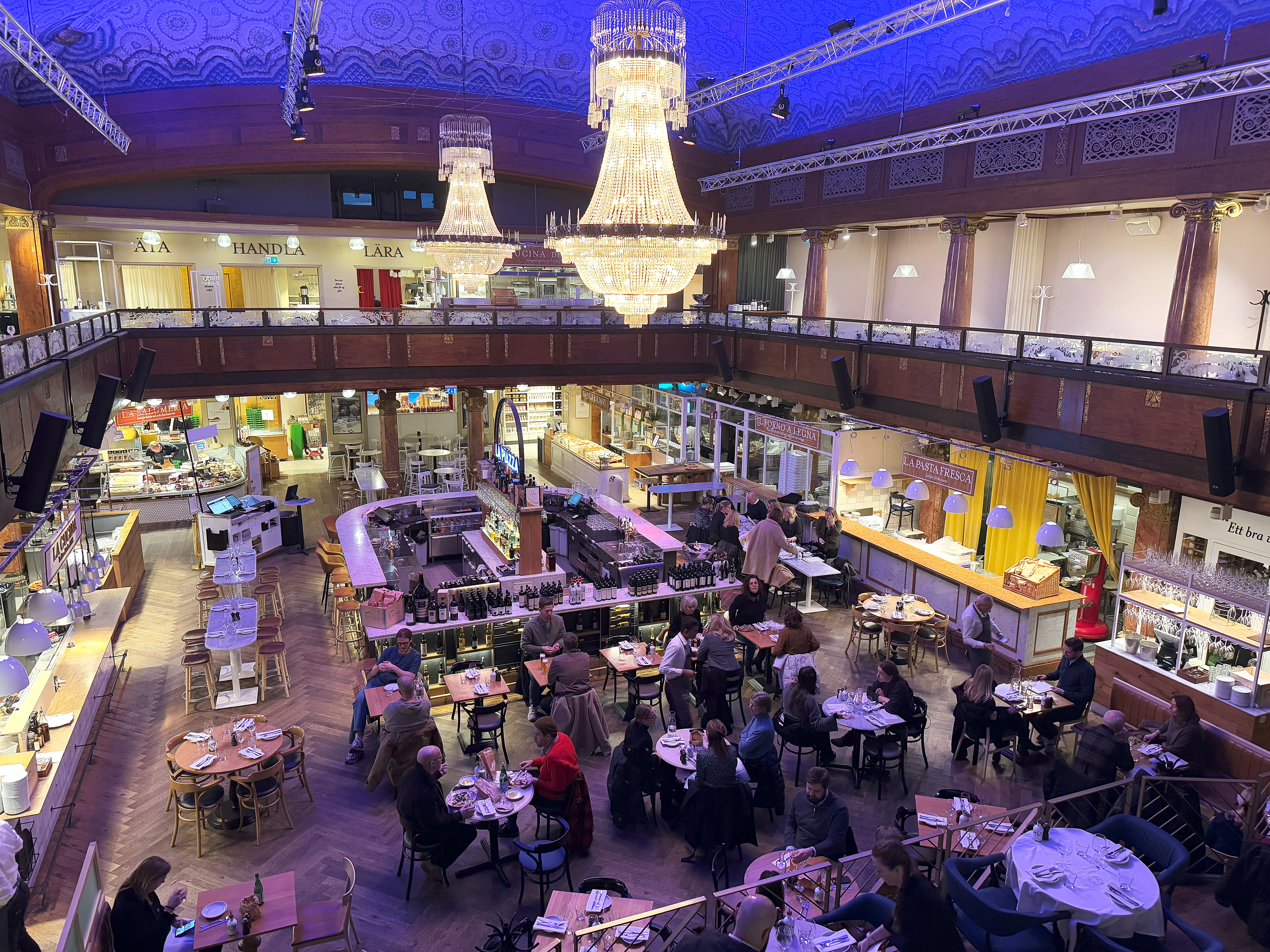
Eataly Stockholm, La Piazza, torget - tidigare Röda Kvarns parkett.
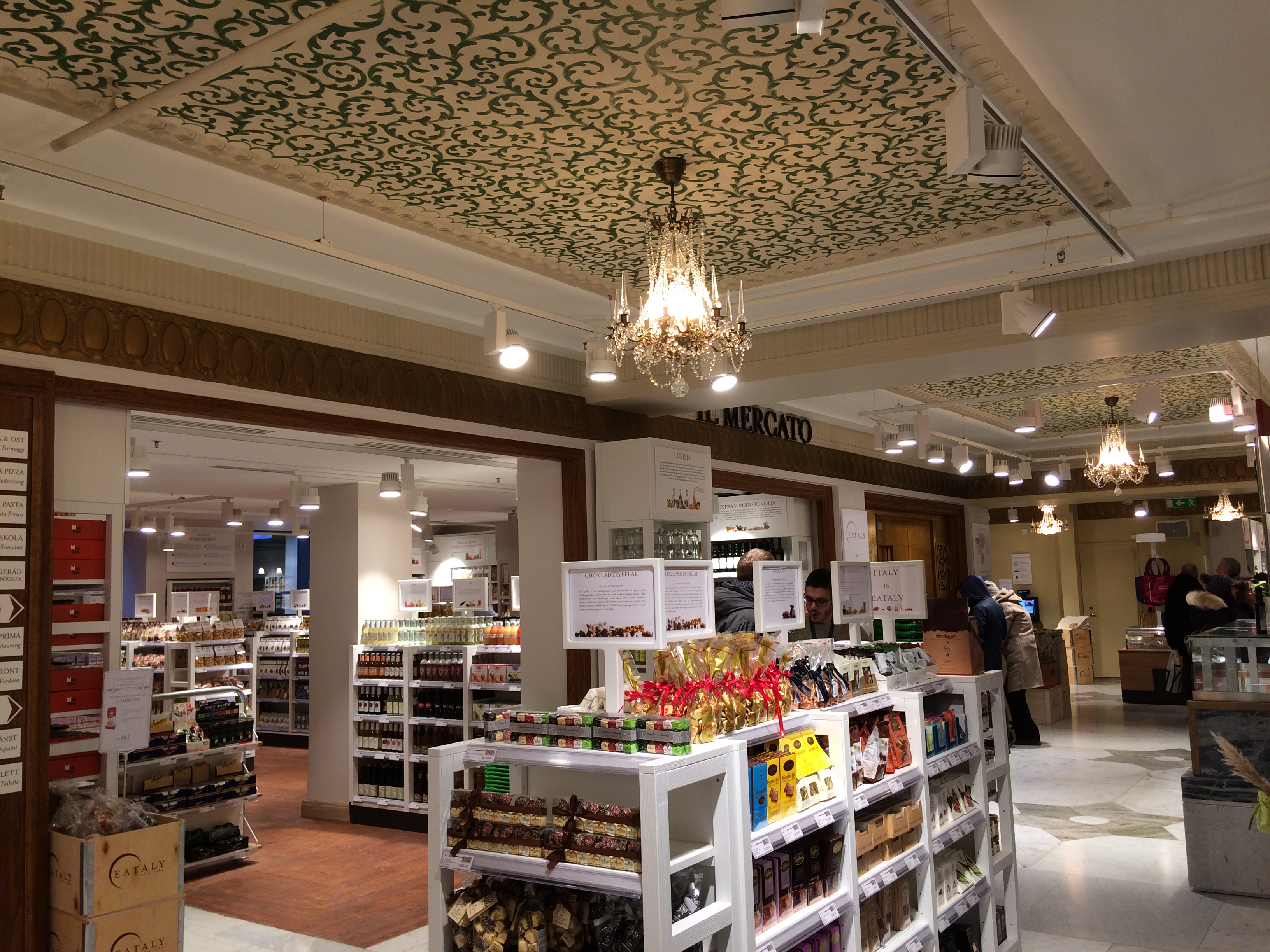
Eataly Stockholm, marknaden
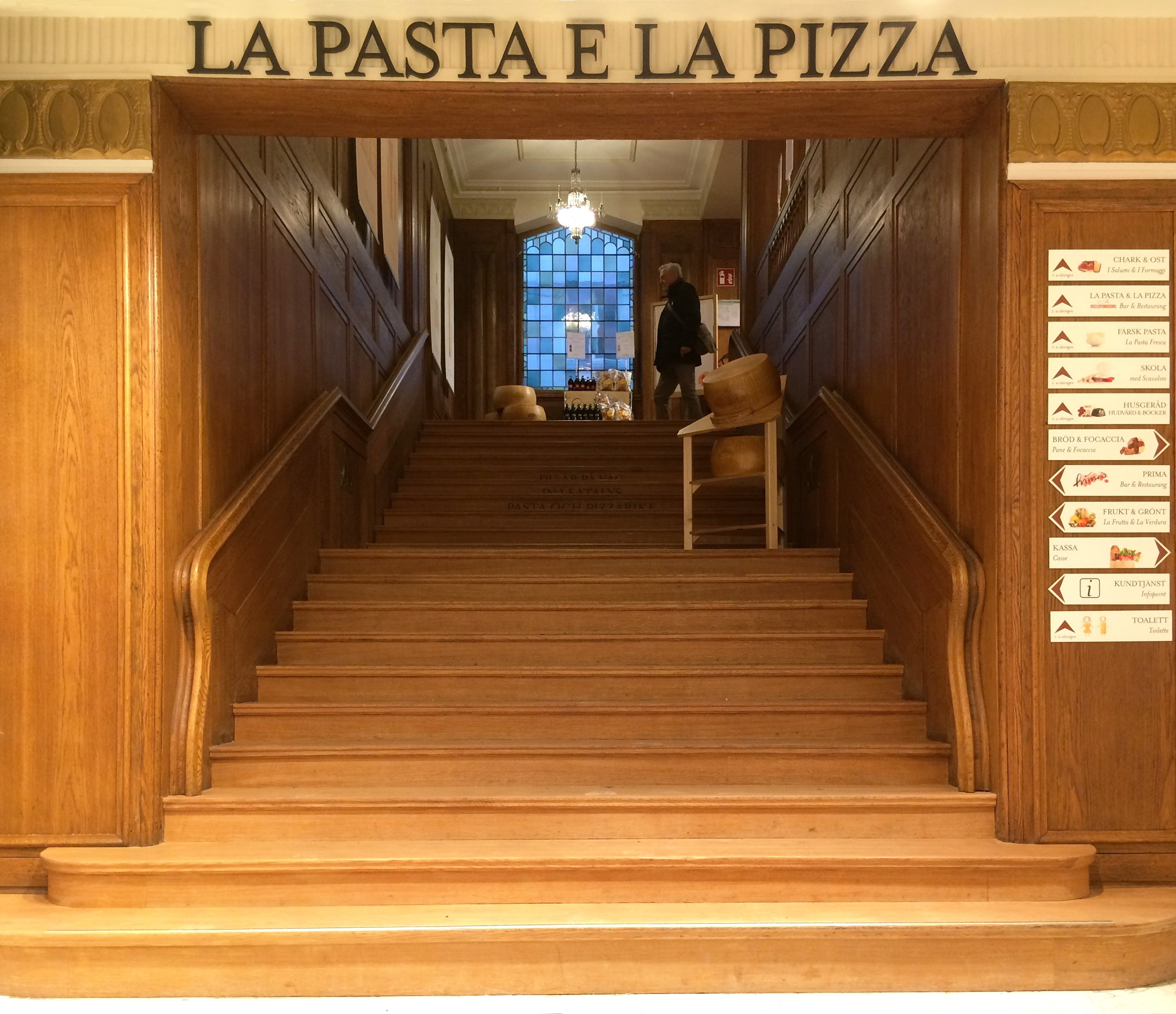
Eataly Stockholm, trappan upp till "balkongen"
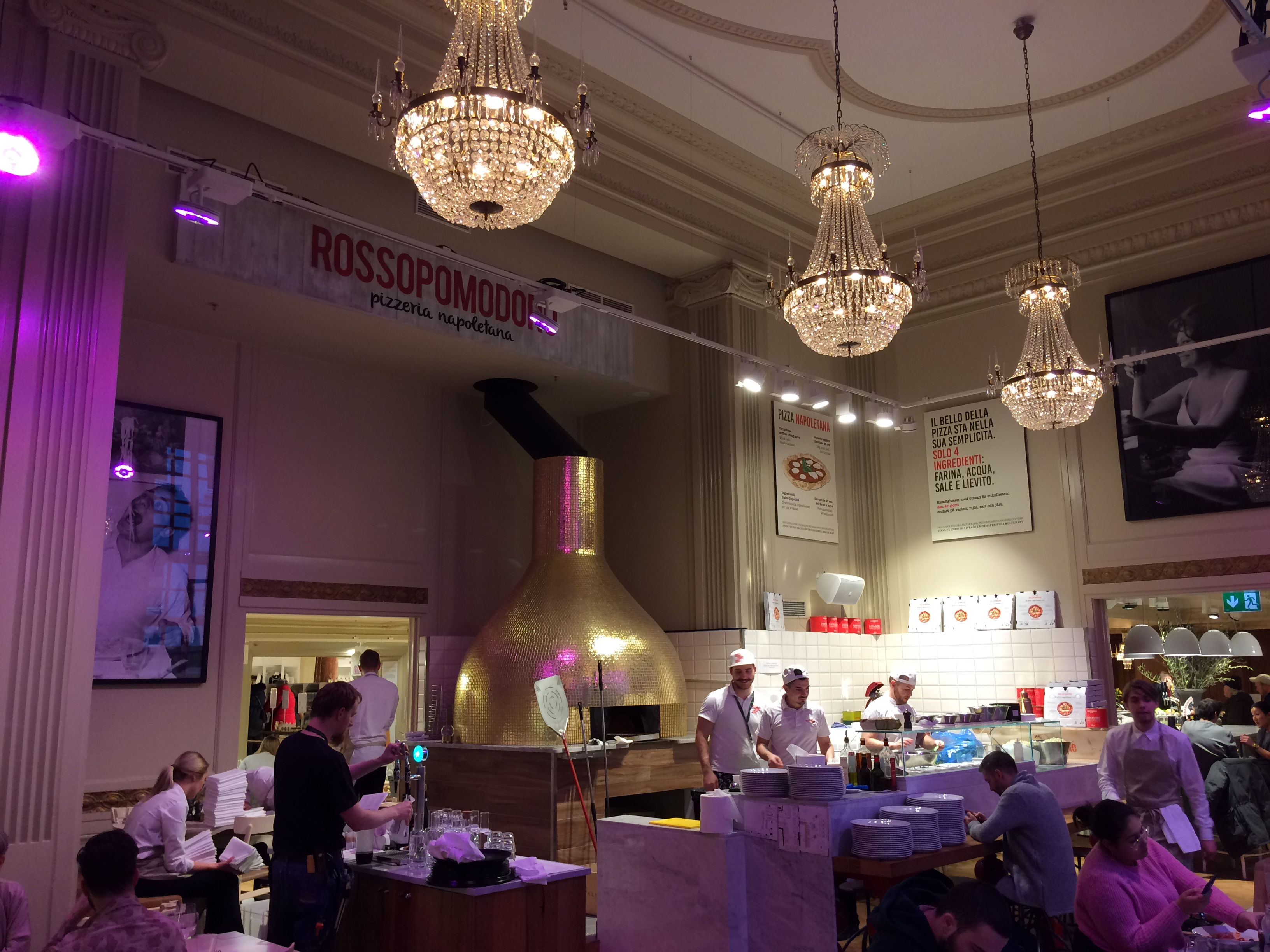
Eataly Stockholm, restaurang La Pasta & La Pizza
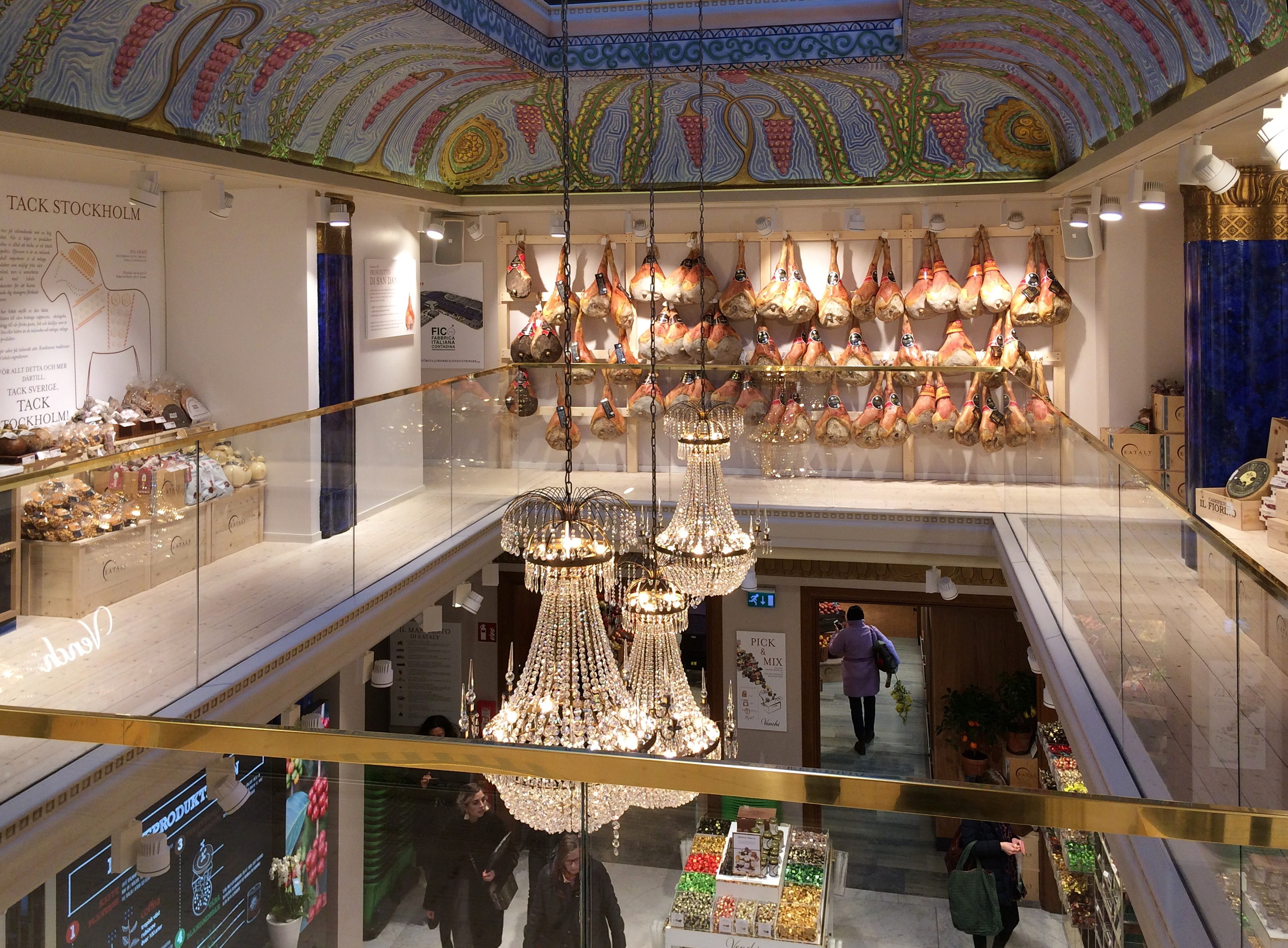
Eataly Stockholm, vy ner mot entrén